# Acineta alticola
Acineta alticola, es una orquídea de hábito epífita originaria de Centroamérica.

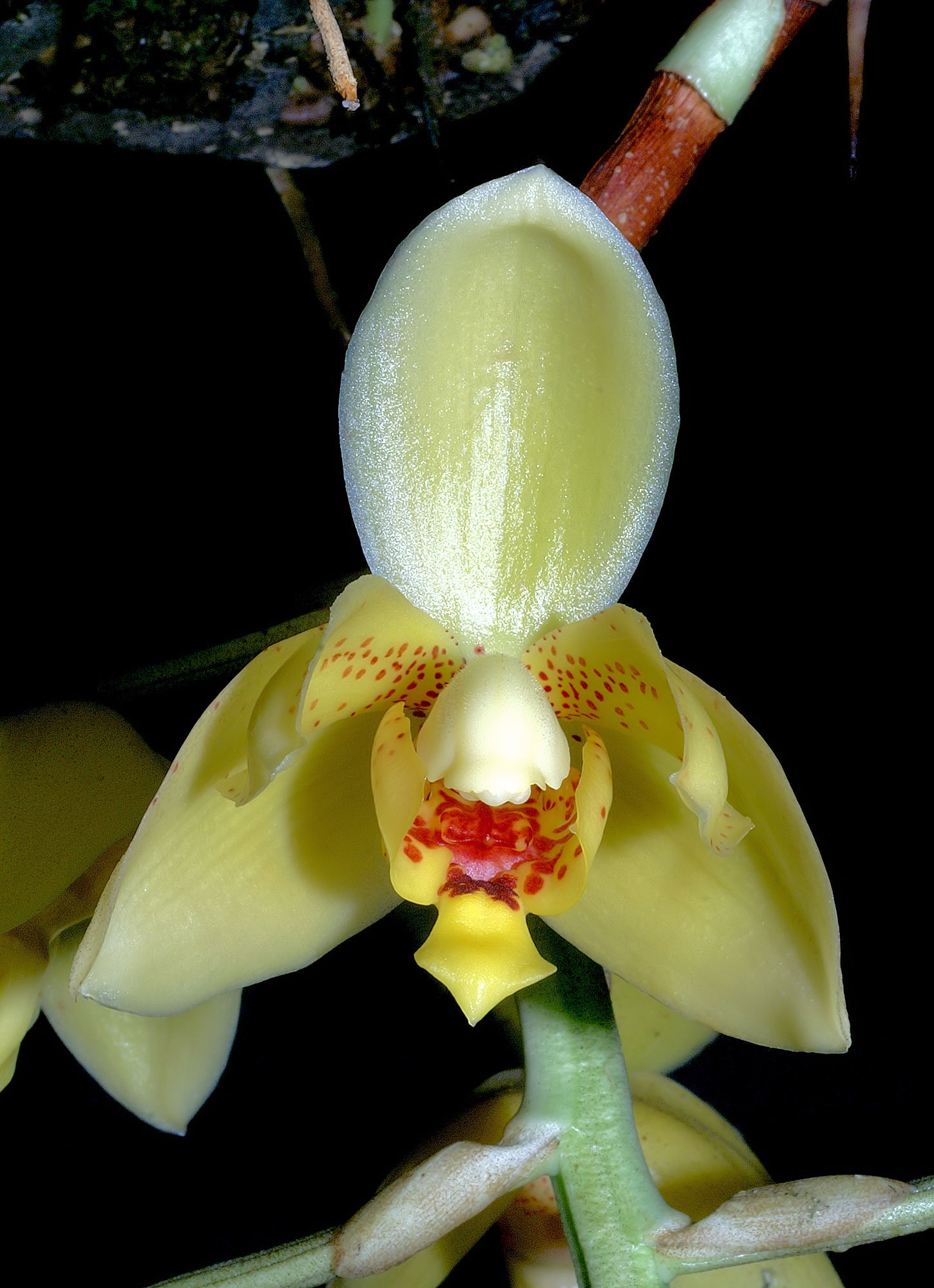
Detalle de la flor

## Descripción
Es una planta de  tamaño pequeño, con hábitos de epífita o terrestre o de vez en cuando como litofita con pseudobulbos cilíndricos, rugosos que llevan las hojas. Florece en la primavera en una inflorescencia pendiente a suberecta, con hasta 12 flores fragantes.

## Distribución y hábitat
Se encuentra en Venezuela en acantilados de arenisca, bosques abiertos, cumbres tepui y bosques de tierras bajas en las elevaciones de 500 a 2500 metros.  

## Taxonomía
Acineta alticola fue descrita por Charles Schweinfurth y publicado en Fieldiana, Botany 28: 192. 1951.
Etimología
Acineta: nombre genérico que procede del griego "akinetos" = 'inmóvil' en referencia a su rígido labelo (labio). 
alticola: epíteto que significa "en la máxima altura".